# 斯科特·埃文斯
斯科特·埃文斯（1987年9月26日—），前愛爾蘭男子羽毛球運動員，曾連續八屆贏得愛爾蘭全國羽毛球錦標賽男單冠軍，並三度代表愛爾蘭參加奧運羽毛球比賽，於2018年退役。

## 簡歷
2008年，斯科特·埃文斯代表愛爾蘭出戰北京奥运会羽毛球男子單打比賽，在首圈以1比2（18-21、21-18、19-21）負於德國的马克·茨维布勒出局。
2012年，斯科特·埃文斯代表愛爾蘭出戰英國倫敦舉行的奥林匹克运动会羽毛球比賽男子單打項目；在小組賽階段以0比2（8-21、14-21）負於中國的林丹出局。
2013年8月，斯科特·埃文斯參加中國廣州舉行的世界羽毛球錦標賽，出戰男子單打項目，在首圈就以0比2（14-21、15-21）負於頭號種子、馬來西亞的李宗偉出局。
2014年8月，斯科特·埃文斯參加丹麥哥本哈根舉行的世界羽毛球錦標賽，出戰男子單打項目。他在首圈因對手退賽自動晉級，次圈以2比0輕取奧地利的大卫·奥伯诺斯特勒；但在第三圈再次遇上頭號種子、馬來西亞的李宗偉，就以0比2（11-21、12-21）落敗，16強止步。
2015年8月，斯科特·埃文斯參加印尼雅加達舉行的世界羽毛球錦標賽，出戰男子單打項目。他在首圈以2-1反勝芬蘭選手埃图·海诺晉級，但在第二圈就以0比2（16-21、13-21）不敵馬來西亞的祖尔法里·祖基菲里出局。
2016年8月，斯科特·埃文斯在里約奧運會羽毛球男子單打項目小組賽中，戰勝德國的馬克·茨維布勒與巴西的伊戈爾·科埃略·德奧利維拉而晉級淘汰賽，而在淘汰賽首輪即以2比0（16-21、12-21）敗於丹麥的安賽龍，但已寫下愛爾蘭選手在奧運羽毛球比賽中的最佳成績。
2017年8月，埃文斯參加蘇格蘭格拉斯哥舉行的世界羽毛球錦標賽，出戰男子單打項目，首圈就以0比2（21-23、20-22）不敵4號種子、中國的石宇奇出局。
2018年2月，斯科特·埃文斯發布聲明決定在歐洲羽毛球男子團體錦標賽結束後從國際賽事退役，結束14年的選手生涯。同年4月，前丹麥羽毛球選手及前任法國國家隊總教練彼得·蓋德在哥本哈根創辦以自己名字命名的羽毛球學院，斯科特·埃文斯則在該學院擔任助理教練。

## 主要比賽成績
只列出曾進入準決賽的國際賽事成績：
| 年份   | 賽事                     | 公開賽級別 | 項目     | 拍檔              | 成績   |
| ------ | ------------------------ | ---------- | -------- | ----------------- | ------ |
| 2009年 | 捷克羽毛球國際賽         | 國際挑戰賽 | 男子單打 | －                | 準決賽 |
| 2009年 | 蘇格蘭羽毛球國際賽       | 國際挑戰賽 | 男子單打 | －                | 準決賽 |
| 2010年 | 羅馬尼亞羽毛球國際賽     | 國際系列賽 | 男子單打 | －                | 亞軍   |
| 2010年 | 荷蘭羽毛球國際賽         | 國際挑戰賽 | 男子單打 | －                | 亞軍   |
| 2010年 | 捷克羽毛球國際賽         | 國際挑戰賽 | 男子單打 | －                | 亞軍   |
| 2010年 | 捷克羽毛球國際賽         | 國際挑戰賽 | 男子雙打 | 山姆·马吉         | 準決賽 |
| 2011年 | 丹麥羽毛球國際賽         | 國際挑戰賽 | 男子單打 | －                | 準決賽 |
| 2011年 | 立陶宛羽毛球公開賽       | 國際系列賽 | 男子單打 | －                | 亞軍   |
| 2012年 | 愛沙尼亞羽毛球國際賽     | 國際系列賽 | 男子單打 | －                | 準決賽 |
| 2012年 | 葡萄牙羽毛球國際賽       | 國際系列賽 | 男子單打 | －                | 準決賽 |
| 2012年 | 愛爾蘭羽毛球國際賽       | 國際系列賽 | 男子單打 | －                | 冠軍   |
| 2013年 | 塞浦路斯羽毛球國際賽     | 國際系列賽 | 男子單打 | －                | 冠軍   |
| 2014年 | 芬蘭羽毛球公開賽         | 國際挑戰賽 | 男子單打 | －                | 準決賽 |
| 2014年 | 巴西羽毛球大獎賽         | 大獎賽     | 男子單打 | －                | 冠軍   |
| 2014年 | 保加利亞羽毛球國際賽     | 國際挑戰賽 | 男子單打 | －                | 亞軍   |
| 2014年 | 碧特博格羽毛球黃金大獎賽 | 黃金大獎賽 | 男子單打 | －                | 亞軍   |
| 2016年 | 愛爾蘭羽毛球公開賽       | 國際挑戰賽 | 男子單打 | －                | 亞軍   |
| 2017年 | 比利時羽毛球國際賽       | 國際挑戰賽 | 混合雙打 | 阿曼达·赫格斯特伦 | 亞軍   |

| 2007-2017年 | 首要超級賽 | 超級賽 | 黃金大獎賽 | 大獎賽 | 國際挑戰賽 | 國際系列賽 | 未來系列賽 | 其他 |

| 2018-2026年 | 總決賽 | 超級1000賽 | 超級750賽 | 超級500賽 | 超級300賽 | 超級100賽 | 國際挑戰賽 | 國際系列賽 | 未來系列賽 | 其他 |

### 奧運會和世錦賽參賽紀錄
|          | 搭檔        | 2005 | 2006 | 2007 | 2008         | 2009 | 2010 | 2011 | 2012       | 2013 | 2014 | 2015 | 2016 | 2017 |
| -------- | ----------- | ---- | ---- | ---- | ------------ | ---- | ---- | ---- | ---------- | ---- | ---- | ---- | ---- | ---- |
| 男子單打 | －          | 64強 | 64強 | 32強 | 第一輪(64強) | 32強 | 64強 | 32強 | 小組第二名 | 64強 | 16強 | 32強 | 16強 | 64強 |
|          |             |      |      |      |              |      |      |      |            |      |      |      |      |      |
| 男子雙打 | Brian Smyth | 64強 | －   | －   | －           | －   | －   | －   | －         | －   | －   | －   | －   | －   |